# Esparragosa de Lares
Esparragosa de Lares – gmina w Hiszpanii, w prowincji Badajoz, w Estramadurze, o powierzchni 208,61 km². W 2011 roku gmina liczyła 1018 mieszkańców.